# جوناثان توب
جوناثان توب (بالإنجليزية: Jonathan Top)‏ هو لاعب كرة قدم أمريكي في مركز الهجوم، ولد في 26 يناير 1993 في فورت وورث في الولايات المتحدة. شارك مع منتخب غواتيمالا تحت 20 سنة لكرة القدم ومنتخب الولايات المتحدة تحت 20 سنة لكرة القدم. أما مع النوادي، فقد لعب مع فينيكس راسينغ ونادي دالاس ونادي كوميونيكيشنس.

## وصلات خارجية
- جوناثان توب على موقع الدوري الأمريكي (الإنجليزية)
- جوناثان توب على موقع قاعدة بيانات كرة القدم.إي يو (الإنجليزية)